# Ковали (Чувашия)
Ковали́ (чув. Кавал) — село, административный центр Ковалинского сельского поселения Урмарского района Чувашской Республики.

## Название
Своё название получило от языческого имени мужчины Кавал.
Кава́л — языческое имя мужчины. Название селений, например, Ковалей, бывшая Алькеевская волость, Тетюшский уезд и др. (Кавалăн йытти те мана кукка пулать. Все ковалинцы мне дядья по матери, потому что моя мать из Ковалей) // Название с. Ковалей Урмарского района (по преданию, так звали брата Тупа́ха, основателя этого села). (Н. И. Ашмарин, VI, 17).

В Закамье жил чуваш Кавал. У него были сыновья Семке, Кучелин, Калуга, Эльке, Симула. Кавал со своими сыновьями построили небольшое судно, а на нём они поднялись вверх по Волге, затем по Свияге, завернули на р. Ара. Остановились на речке Келесе. Они выкорчевали участок леса и построили дом. Так возникло селение Ковали (Я. Н. Зайцев).— Дубанов И. С.

## География
Село Ковали расположено на ручье Ковалушке, впадающем в реку Аря — левом притоке Свияги. До районного центра Урмары — 8 км.
Климат
Климат умеренно континентальный с продолжительной холодной зимой и тёплым летом. Средняя температура января: −12,9 °C, июля: +18,3 °C, абсолютный минимум: −44 °C, абсолютный максимум: +37 °C. За год в среднем выпадает 552 мм осадков.

## История
Упоминание о первом поселении относят к XIV—XV векам.
В 1710 году — поселение записывается, как «деревня Ковали при речке Ковале».
В 1757 году решением схода построена деревянная церковь во имя св. Архангела Михаила. Приходские деревни: Новое Муратово, Старые Щелканы, Азбеби, Старое Муратово, Сунчалеево, Акзегитово, Ближнее Юмашево. В приходе — три церковно-приходские школы, три школы грамоты, Земская и Братская школа.
С 1845 по 1860-е годы работает волостное училище Министерства Государственного имущества: первый учитель — священник Стефан Атопагинский.
В 1846 году отставной солдат Василий Иванов открывает частную школу грамоты, для которой крестьяне за свои деньги нанимают дом.
По обращению схода 10 января 1881 года открывается Земское мужское училище. Закон Божий преподаёт выучивший чувашский язык русский священник В.П. Ильинский. С октября 1881 года по сентябрь 1888 года учителем был выпускник Симбирской учительской чувашской школы Петров Яков Петрович.
Решением сельского схода в 1894 году построено здание больницы с амбулаторией и фельдшерским пунктом, которые располагались в доме крестьянина Василия Петрова.
В 1895 году упоминается действующая в селе школа казанского братства св. Гурия.
На Ковалинской «Дмитриевской» ярмарке 1902 года продано товара на 3 тысячи рублей.
Двухэтажное здание новой кирпичной школы строилось с 1912 по 1924 год. В годы Первой мировой войны в строительстве участвовало около 40 пленных австрийцев, чехов, немцев. В отделке использован мрамор.
В 1916 году открыто почтовое отделение.

## Старое кладбище
Кладбище могло быть местом погребления первоначальных поселенцев Ковалей «Кив çурт».
Известны случаи обнаружения скелетов и предметов погребения при раскопке могил для покойников. Среди этих предметов встречаются предметы христианского погребального ритуала: кресты, монеты русских князей и тому подобное. Эти находки дают основание утверждать о бывшем здесь первом христианском погребении.
Если принять во внимание языческие погребения, следов которых здесь много, то выходит, что территория этого кладбища переживает трехкратное погребение. Если последним языческим погребением считать год крещения чувашей в 1742 году, то древность этого кладбища уходит за 200—300 лет тому назад, а может быть, и дальше.
Общий вид кладбища в настоящее время производит довольно оригинальное впечатление. Наряду с многочисленными деревянными крестами в северном углу кладбища на расстоянии 12 саженей друг от друга стоят 2 массивных надгробных камня. Прямо от второго камня в 20 саженях на юге-востоке находится третий массивный камень.
Описание камней:
Камень № 1 находится на северном углу кладбища. Размеры камня следующие: длина — 2 аршина над землей, ширина — 13 вершков, толщина — 6,5 вершков, обделка камня грубая. Письмена на нем яснее, чем на всех других двух камнях. На верхней части лицевой стороны вырезаны фигуры двух колёс, стоящих на наклоне поднимающихся параллельных линий. На нем написано:
«…ЫР ĔМĔР ПУЛТĂР УНА»"
Кто-то на задней стороне камня русскими буквами написал:
«АДОМ АЛОМОВ 1746 год»
Камень № 2 находится над землей, ширина — 10 вершков, толщина — 7 вершков. Надпись на нем сохранилась, но отсутствие рельефа на них мешает четкости письма.
Камень № 3 от второго находится в 20 саженях к юго-востоку. Размеры его: длина над землей — 1,5 аршина, ширина — 10,5 вершков, толщины — 7 вершков.
Углубления письменных знаков на этом камне очень тонки и потому для простого глаза не особенно ясны.

## Административно-территориальная принадлежность
До 1922 года известно под названием Старые Ковали.
29 ноября 1926 года включено в Урмарскую волость.
До 1927 года — в составе Ново-Ковалинской волости Цивильского уезда.
С 1 ноября 1927 года — в Урмарском районе.

## Население
Число дворов и жителей: в 1721 — 299 мужчин; в 1747 — 427 мужчин.
В 1781—1782 гг. согласно «Ведомости о наместничестве Казанском» в селе Ковали при речке Аре числилось 329 крещёных чуваш.
В 1795 году — 150 дворов, 416 мужчин, 352 женщины.
В 1858 году в селе Архангельское (Ковали) («Цывильский уезд, 2 стан») «при овраге Ковалушке» числилось 176 дворов (477 жителей мужского пола и 485 — женского; казённых крестьян). В 1897 году — 823 мужчины, 797 женщин; в 1926 — 441 двор, 932 мужчины, 1058 женщин; в 1939 — 881 мужчина, 1094 женщины; в 1979 — 609 мужчин, 781 женщина; в 2002 — 418 дворов, 896 чел.: 420 мужчин, 476 женщин; в 2010 — 300 част. домохозяйств, 726 чел.: 362 мужчины, 364 женщины.
| 2010 | 2012 | 2015 |
| ---- | ---- | ---- |
| 726  | ↗933 | ↘732 |

## Связь и средства массовой информации
- Связь: ОАО «Волгателеком», Би Лайн, МТС, Мегафон. Развиты интернет-технологии ADSL.
- Газеты и журналы: Урмарская районная газета «Хĕрлĕ ялав» («Красное знамя»). Языки публикаций: чувашский, русский.
- Телевидение: Эфирное и спутниковое телевидение на чувашском, татарском, русском и иных языках.

## Уроженцы
- Баранова Евфалия Георгиевна — врач-офтальмолог, заслуженный врач Чувашской АССР (1963), заслуженный врач РСФСР (1967)[11].
- Белков Конон Пименович — государственный деятель, старший советник юстиции, министр юстиции Чувашской АССР, член Верховного суда Чувашской АССР[12].
- Герасимов Виталий Александрович — работник торговли, организатор производства, председатель правления Урмарского райпо, заслуженный работник торговли Чувашской АССР (1970), заслуженный работник торговли РСФСР (1980)[13].
- Долгов Василий Ефремович — юрист, журналист, член Союза журналистов Российской Федерации (1991), заслуженный юрист Чувашской АССР (1990)[14].
- Иванов Варсонофий Иванович — старший советник юстиции, участник Великой Отечественной войны (1942-1945), за проявленное мужество и героизм награжден Орденом Отечественной войны, медалями "За Отвагу", "За победу над Германией", "За взятие Будапешта", "За взятие Вены", "За освобождение Болгарии" и др. Работал в органах прокуратуры с 1951г. С 1976 по 1988 занимал должность старшего помощника прокурора Чувашской АССР. Приказом Генерального прокурора Российской Федерации Ю.А. Чайка награжден "Медалью Руденко" и "Ветеран прокуратуры".
- Исаев Дмитрий Владимирович (псевдоним — Авраль) — прозаик, литературный критик.
- Рзай Виктор Ефремович — педагог, поэт, прозаик и переводчик, член Союза писателей СССР (1934).
- Садюков Николай Иванович — живописец, график, музейный работник, член Союза художников СССР (1983).
- Степанов Василий Степанович — организатор производства, Герой Социалистического Труда (за получение высоких урожаев зерновых культур и освоение целинных и залежных земель).
- Туртушов Вениамин Иванович — поэт-фронтовик, участник Великой Отечественной войны.
- Юрьев Михаил Фёдорович[чуваш.] — драматург, прозаик, член творческого союза писателей «Канаш» (1923). Работал главным режиссёром Чувашского драматического театра (1925—1926), режиссёром Чувашкино[15].
- Юрьев Пётр Фёдорович — государственный деятель, в 1931—1933 годах нарком снабжения Чувашской АССР, в 1933—1937 годах заведующий сельскохозяйственным отделом обкома ВКП(б). В 1937 году нарком земледелия Чувашской АССР[16].